# Куп Мађарске у фудбалу 1982/83.
Куп Мађарске у фудбалу 1982/83. (мађ. 1982–1983-аs magyar labdarúgókupa) је било 43. издање серије, на којој је екипа Ујпешт Доже тријумфовала по 5. пут.

## Четвртфинале[3]
| Тим #1          | Резултат         | Тим #2         |
| --------------- | ---------------- | -------------- |
| 6. април 1983.  |                  |                |
| Ујпешт Дожа     | 2 : 2 2 : 1пен   | Татабања бањас |
| 6. април 1983.  |                  |                |
| ФК Чепел        | 3 : 1            | Печуј Мечек    |
| 22. април 1983. |                  |                |
| ФК Хонвед       | 2 : 2 12 : 11пен | ФК Ференцварош |
| 22. април 1983. |                  |                |
| Елере Спартакус | 1 : 0            | ФК Вашаш       |

## Полуфинале
| Тим #1       | Резултат | Тим #2          |
| ------------ | -------- | --------------- |
| 1. мај 1983. |          |                 |
| ФК Чепел     | 0 : 4    | ФК Хонвед       |
| 1. мај 1983. |          |                 |
| Ујпешт Дожа  | 6 : 3    | Елере Спартакус |

## Финале
| Ујпешт Дожа                                                   | 3 : 2    | ФК Хонвед                        |
| ------------------------------------------------------------- | -------- | -------------------------------- |
| Андраш Теречик 5’ · Шандор Кисњер 35’ (пен.) · Шандор Киш 78’ | Извештај | Ласло Гере 48’ · Михаљ Козма 76’ |